# Euphorbia lagascae
Euphorbia lagascae es una especie de fanerógama perteneciente a la familia Euphorbiaceae. 

## Descripción
Es una planta anual, glabra. Tallos de 25-65 cm de altura, simples o ramificados en la base. Hojas, brácteas y bractéolas enteras, obtusas, mucronadas. Hojas de hasta 40 x 10 mm, las inferiores más pequeñas que las superiores, oblongo-espatuladas: las demás oblongo-elípticas u ovado-oblongas. Brácteas de hasta 45 x 15 mm, ovado-oblongas. Bractéolas de hasta 22 x 18 mm, anchamente ovadas. Inflorescencia con 3 radios divididos dicotómicamente hasta 3(-4) veces, a veces con 1-3 radios axilares. Glándulas transovadas, amarillas. Cápsulas de 4,5-5 x 4-5 mm, ligeramente surcadas, marcadamente aquilladas, lisas. Semillas de 3-3,3 x 2-2,2 mm, oblongoideas, lisas, grises o negras. Carúncula obcónica, algo comprimida. Tiene un número cromosomático de 2n= 16 (Córdoba). Florece y fructifica de febrero a mayo.

## Distribución y hábitat
Se encuentra en terrenos baldíos, márgenes de caminos, herbazales nitrófilos y lugares ruderalizados; a una altitud de 50-700 metros en la península ibérica y Córcega, dudosa en Sicilia. Principalmente en el SE de la Península.

## Taxonomía
Euphorbia lagascae fue descrita por Curt Polycarp Joachim Sprengel y publicado en Neue Entdeckungen im Ganzen Umfang der Pflanzenkunde 2: 115. 1821.
Etimología
Euphorbia: nombre genérico que deriva del médico griego del rey Juba II de Mauritania (52 a 50 a. C. - 23), Euphorbus, en su honor – o en alusión a su gran vientre –  ya que usaba médicamente Euphorbia resinifera. En 1753 Carlos Linneo asignó el nombre a todo el género.
lagascae: epíteto otorgado en honor del botánico español Mariano Lagasca y Segura.
Sinonimia
- Euphorbia delortii Timb.-Lagr. ex Nyman
- Euphorbia kunzei Mart. ex Colla
- Euphorbia martiusiana Steud.
- Euphorbia terracina Lag.
- Tithymalus lagascae (Spreng.) Klotzsch & Garcke[4]